# 연북중학교
연북중학교(延北中學校)는 대한민국 서울특별시 서대문구 연희동에 있는 공립 중학교이다.

## 학교 연혁
- 1984년 12월 8일 : 연북중학교 설립 인가
- 1985년 3월 1일 : 초대 이성구 교장 취임, 제1회 입학식 거행(남 9학급, 여 5학급)
- 1988년 2월 12일 : 제1회 졸업식
- 2010년 6월 1일 : 선진형 교과교실제 학교 선정
- 2018년 2월 8일 : 제31회 졸업식 (남 78명, 여 71명 계 149명) 총 11,245명
- 2019년 9월 1일 : 제11대 박성운 교장 취임
- 2022년 12월 29일 : 제36회 졸업식 (남 70명, 여 44명)
- 2023년 3월 2일 : 제39회 입학식(남 60명, 여 26명)

## 참고 자료
- 연북중학교 - 한국교육학술정보원 학교알리미